# Wilcza (dopływ Piwnicznej Strugi)
Wilcza (do 1945 niem. Saugarten Bach) - strumień o długości ok. 1,2 km, mający źródła ok. 1 km na północ od Leśna Górnego. W górnym biegu płynie w głębokim parowie, w dolnej części w zalesionym płaskim terenie. Po przepłynieciu pod drogą Leśno Górne-Siedlice wpada do strumienia  Piwniczna Struga na południe od Siedlic.